# 姫路セントラルパーク
姫路セントラルパーク（ひめじセントラルパーク）は、兵庫県姫路市にあるレジャー施設。サファリパーク形式の動物園と遊園地を併設して運営している。近隣地域で放送されているCMや地元での愛称・略称は姫セン（ひめセン）。

## 概要
1984年にオープン。大阪周辺で他にはないレジャー施設の開発を図るべくサファリパークを中心として本格的な遊園地を組み合わせた計画とし、名称は当初のオーナーがニューヨークのセントラル・パークでリスが放し飼いにされている光景に感銘を受けた事や、またセントラル・パークのように中心的な存在でありたいという思いが込められている。
2002年8月5日に旧運営会社のセントラルパーク株式会社が整理回収機構から民事再生法の適用を申請、施設は管財人を経て2003年4月1日に加森観光に譲渡された。現在の運営は、かつてスペースワールド（福岡県北九州市八幡東区）の運営会社だった加森観光グループの株式会社ジャパンパーク＆リゾートが行い、スペースワールドの閉園後は本社を当地に移転している。
夏期にはプールやナイトサファリ、冬期にはスケートリンクが限定営業する。
ケニアのナイロビ国立公園と姉妹園提携している。

### 歴史
- 1978年（昭和53年） - 土井不動産（兵庫県尼崎市）の関連会社として[10]、「姫路サファリ」（後に「セントラルパーク」に改称）設立[6]。
- 1984年[1]（昭和59年）3月25日 - オープン[6]。
- 1986年（昭和61年）4月 - 国内初導入となる絶叫マシン「フリーフォール」を設置。
- 1987年（昭和62年） - 屋外プール開業[6]。
- 1994年（平成6年） - 国内初となるインバーテッドコースター「ディアブロ」を設置。
- 2002年（平成14年）8月5日 - セントラルパーク株式会社ならびに親会社の土井不動産が経営破綻[10]、整理回収機構から民事再生法の適用を申請[7]。
- 2003年（平成15年）
  - 4月1日 - 施設を加森観光に譲渡。
  - 7月18日 - 園内のロープウェイ「スカイサファリ」の運行を開始[3][11]。
- 2007年（平成19年）3月24日 - 宙返りコースター「ハリケーン」を設置（近鉄あやめ池遊園地の「トルネイダー」を移設）。[12]
- 2020年（令和2年）3月2日 - チーターが誕生（のちに「しばふ」と命名）[2][13][14]。2021年には、「しばふ」が描かれた森永乳業の「マウントレーニア」が期間限定で発売された[2]。
- 2022年（令和4年）7月16日 - 大型コースター「ヴィーナスGP」を設置（スペースワールドから移設）。
- 2025年（令和7年） - インドのバナーガッタ生物公園との間で動物の交換を行いアジアゾウ4頭を受け取る[15]。

## 施設
各施設の詳細は、公式サイトを参照。

### West Side Park（サファリパーク）
ドライブスルーサファリ
自家用車で探検できるエリアとなっている。
- チーターセクション[16]
  - ここでは、日本国内の動物園4か所（姫路セントラルパーク・多摩動物公園・アドベンチャーワールド・秋吉台サファリランド）[17]でしか飼育されていないキングチーターを観察することができる。
- ライオンセクション[16]
- トラセクション
- 草食Aセクション
- 草食Bセクション
- 草食Cセクション
- シマウマセクション
- 大型草食セクション

ウォーキングサファリ（野生の国）
- ベアバレー
- モンキーマウンテン
- フライングケージ
- ウォーキングアベニュー

チャイルズファーム（ふれあいの国）
- ウマ展示場/乗馬コーナー

スカイサファリ（ゴンドラリフト）
「スカイサファリ」は、2001年に開催された「山口きらら博」で使用されたゴンドラを移設して稼働している。ゼブラ柄にラッピングされたゴンドラ3両が一組となって運行しているのが特徴である。山頂駅のふれあいの国と山麓駅の野生の国間を結んでいる。リフトの諸元は以下のとおりとなっている。
- 全長（傾斜長）：317メートル[3][11]
- 高低差：48メートル[11]
- 最大勾配：24度7分[11]
- 走行方式：単線固定循環式（時計回り）[11] - この方式は日本で唯一ここで採用されている[11]。
- 所要時間：2分52秒[11]
- ゴンドラ：CWA製（定員12人）[11]

### East Side Park（遊園地）
スリルライド

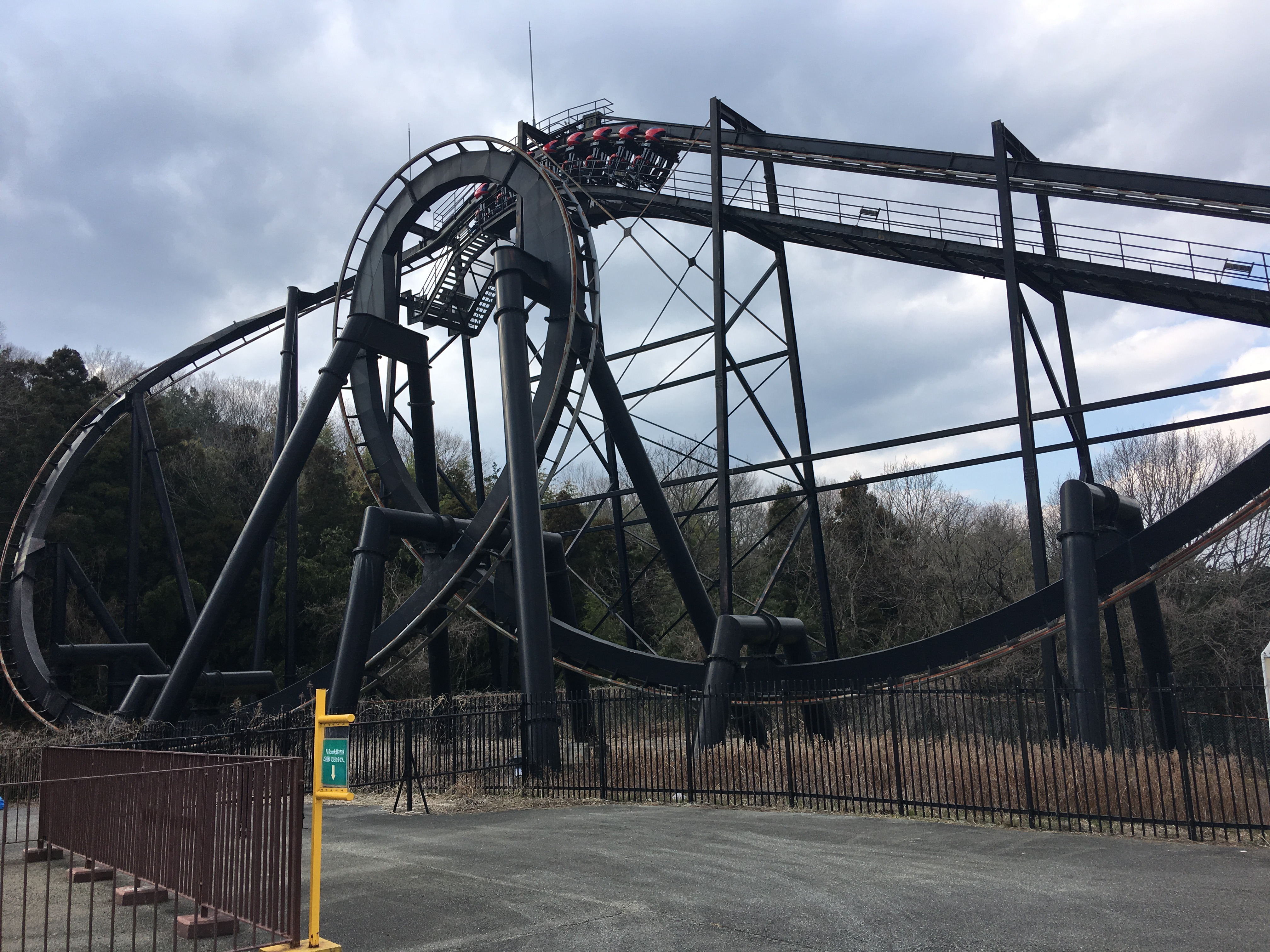
ディアブロ

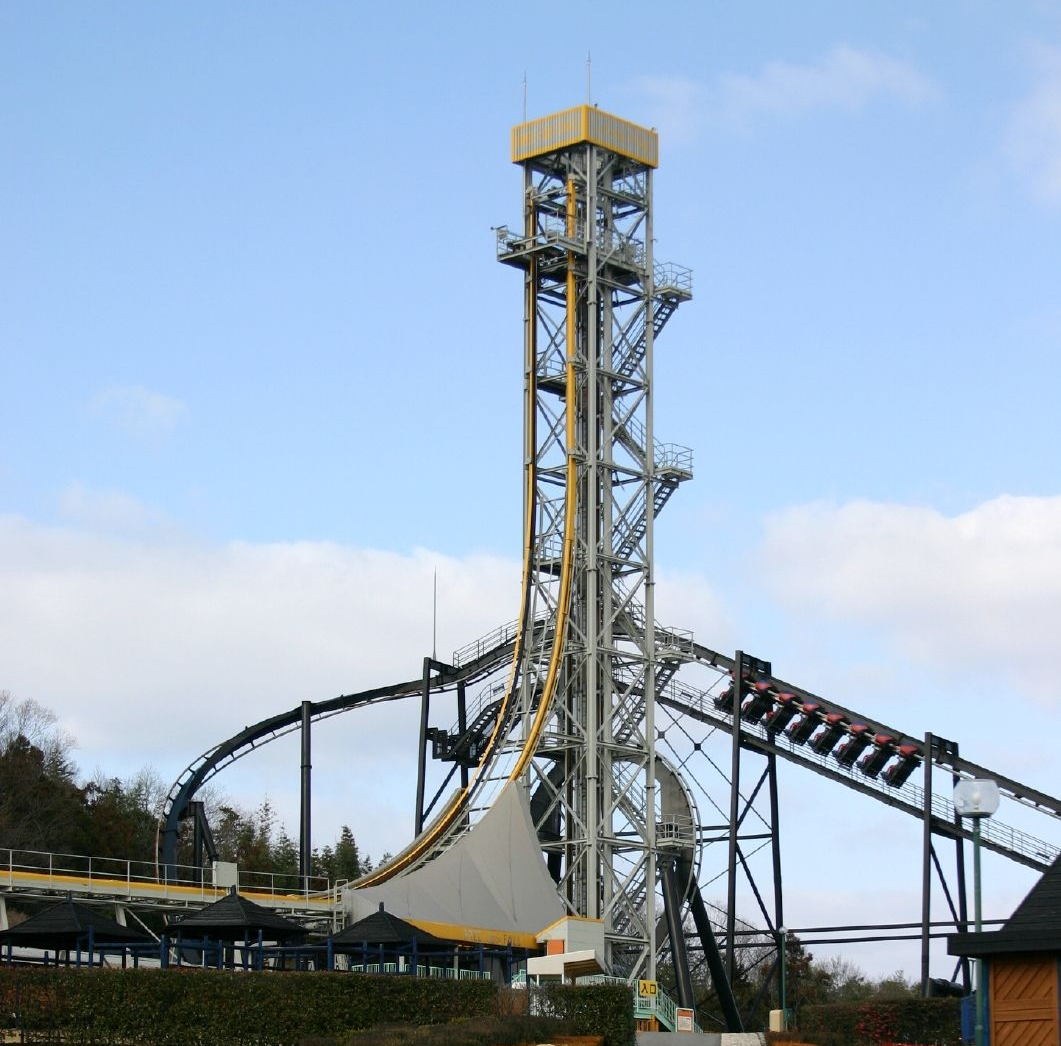
フリーフォール（営業終了）

- ヴィーナスGP - スペースワールドにあった同名のアトラクションの移設。2022年7月16日開業。
- ディアブロ
- ハリケーン - 近鉄あやめ池遊園地にあった「トルネイダー」の移設。
- フラッパー（ミュージックエキスプレス）
- ヘリオス
- クレイジーバー
- ラビリンス
- グレートポセイドン（バイキング）
- Go!Go!ジェット - 2024年に塗装をリニューアルし「ジェットコースター」から改称[18]。

ファミリーアトラクション
- ジャイアントホイール（観覧車）
- パットパットゴルフ（パターゴルフ）
- バンパーボート
- バズーカ砲
- バスターボム（4Dシアター）
- ミラーナの心理迷宮
- ショッキングホラーミュージアム（お化け屋敷）
- トレジャーハンター
- カーニバルコーナー
- サイバーステーション

カート&トレイン
- 機関車レッツ
- キャラクターバッテリーカー
- それいけ!アンパンマン（ミニ列車）
- コンボイ

キッズアトラクション
- あひる艦隊
- ペガサス（メリーゴーラウンド）
- パオパオ
- アルバトロス
- スカイヘリ
- いもりんす
- メルヘンボックス
- グランカルーセルペガサス（メリーゴーラウンド）

### アクエリア
夏期営業のプールエリア。スペースワールドのプール「ミューナ」を移設して再利用されている。
プール
- 流水プール
- 渚プール
- キッズプール
- ロックプール

スライダー
- サーフィンダウンヒル
- ロッキーリバーラン
- ウォータースライダー
- GOGOスライダー - スペースワールドからの移設。
- UFOラフティング - スペースワールドからの移設。
- パイレーツ キッズ アクエリア

### アイスパーク
アイススケート場。冬期のみ営業。56m×26mリンク1面。

### 付属施設等
- 遊園地内おみやげ売店オアシス
- サファリ内おみやげ売店コンタット
- レストラン、軽食ブースが計7店舗。
- わんわんペローズパーク - 遊園地内ドッグショー等。
- 第5駐車場は日本自動車連盟（JAF）公認のジムカーナコースであり[21]、2023年まで「姫路セントラルパークジムカーナシリーズ」等のイベントが開催されていた。同年11月にレース主催者から同シリーズ終了のアナウンスが出されたが[22]、JAFの公認自体は2025年現在も維持されている。

## アクセス
- 姫路駅・山陽姫路駅隣接のバス乗り場から神姫バス姫路セントラルパーク行き乗車し、終点下車すぐ。平日は2時間間隔、土休日は1時間間隔の運行。

## その他

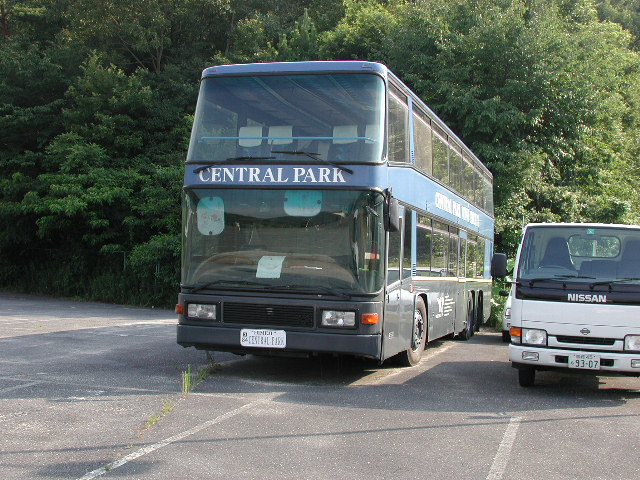

- かつて、園内の巡回バスとして日本唯一の2階建て連節バス（ネオプラン製）が使われていた[要出典]。
- 観覧車は高さ85.0m、直径82.5mで、稼働開始当時に「現役の世界一高い観覧車」の記録を更新した（当時の名称は「ジャイアントピーター」という名前だった）[要出典]。
- 園内のBGMの中に、オリックス・ブルーウェーブ時代のイチローの応援歌をモチーフにした曲がある。
- Kiss-FM KOBEの生放送番組『4 SEASONS』内にて提供コーナー「Kiss 姫セン SEASON」を毎週金曜日朝8:30から放送されていた。
- 園内を走るロードレース大会が実施されている。[23]
- 2019年には、大阪市内からの所要時間が3時間かかること（実際は中国自動車道中国池田ICから約55分）やパーク内のアトラクションを知らないこと（いずれも姫路セントラルパーク調べ）から、「日本一心の距離が遠いサファリパーク」と自虐ネタを取り入れたPR活動を展開した[1][24][25]。また、2020年には新型コロナウイルス感染症に伴う休園を受け、飼育されている動物の写真や動画がオンラインで閲覧できるウェブサイト「日本一癒されるサイト」を開設した[1][25]。